# 月球24号
月球24号是苏联月球计划中最后一个送回月球表面样本的探测器。与月球16以及月球20号不同，月球24号获取的是月表下面2米的样本。月球24号从月球获得了170克的样本。